# Oporez
Oporez (ukrainisch Опорець; russisch Опорец, polnisch Oporzec) ist ein Dorf im Süden der ukrainischen Oblast Lwiw mit etwa 900 Einwohnern (2022).
Das erstmals 1490 schriftlich erwähnte Dorf ist ein Teil der Siedlungsgemeinde Slawsko im Rajon Stryj, bis 2020 war es die einzige Ortschaft der gleichnamigen, 22,91 km² großen Landratsgemeinde im Süden des Rajon Skole an der Grenze zur Oblast Transkarpatien.
Die Ortschaft liegt in den Waldkarpaten am Oberlauf des Opir, nordöstlich vom Wolowez-Pass auf 706 m Höhe. Sie befindet sich 40 km südwestlich vom Rajonzentrum Skole und 147 km südwestlich vom Oblastzentrum Lwiw.
Durch Oporez verläuft die Bahnstrecke Lwiw–Stryj–Tschop, die das Dorf über den Beskyd-Tunnel mit Skotarske in der Oblast Transkarpatien verbindet.

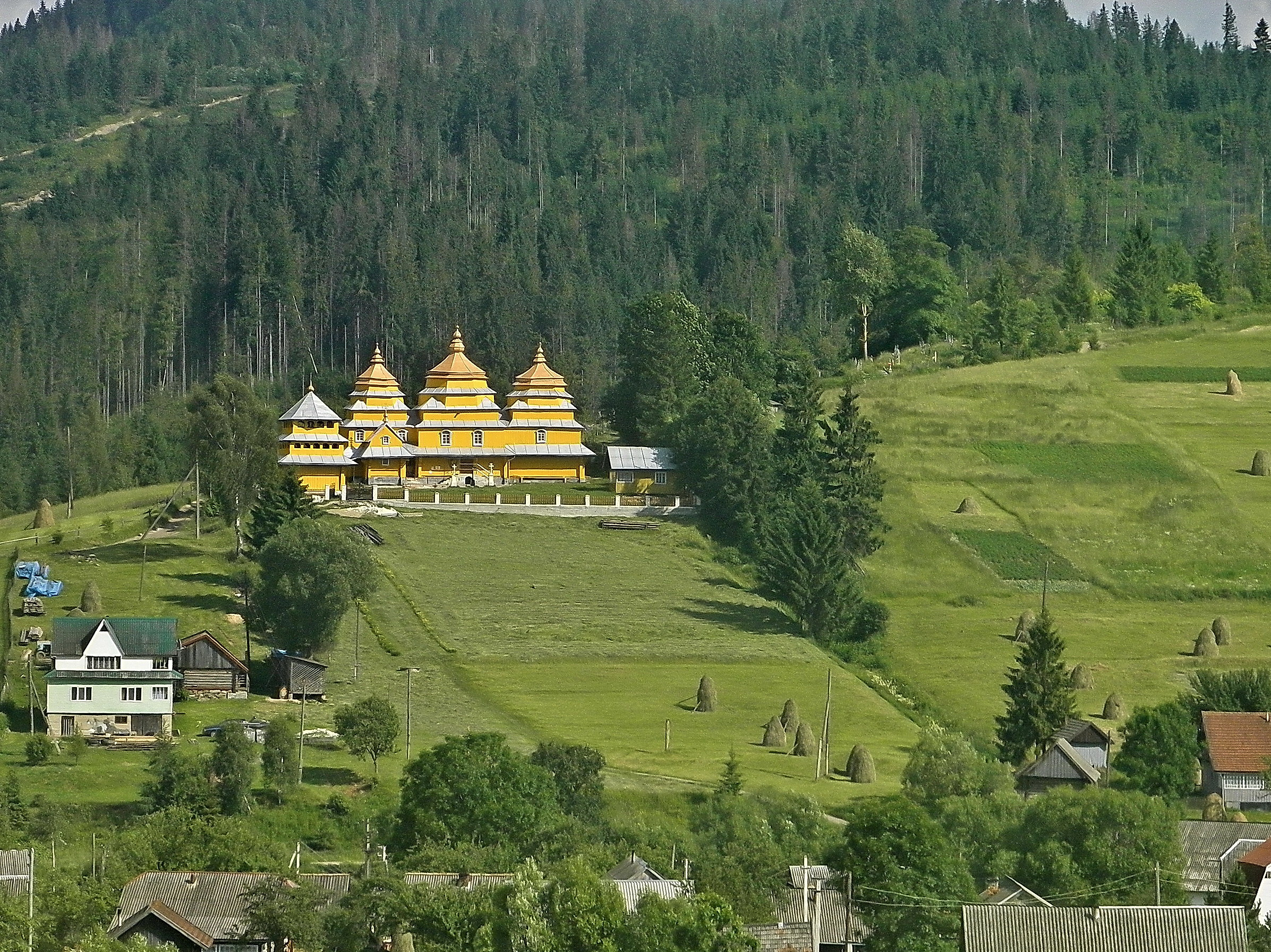
Mariä-Himmelfahrt-Kirche in Oporez
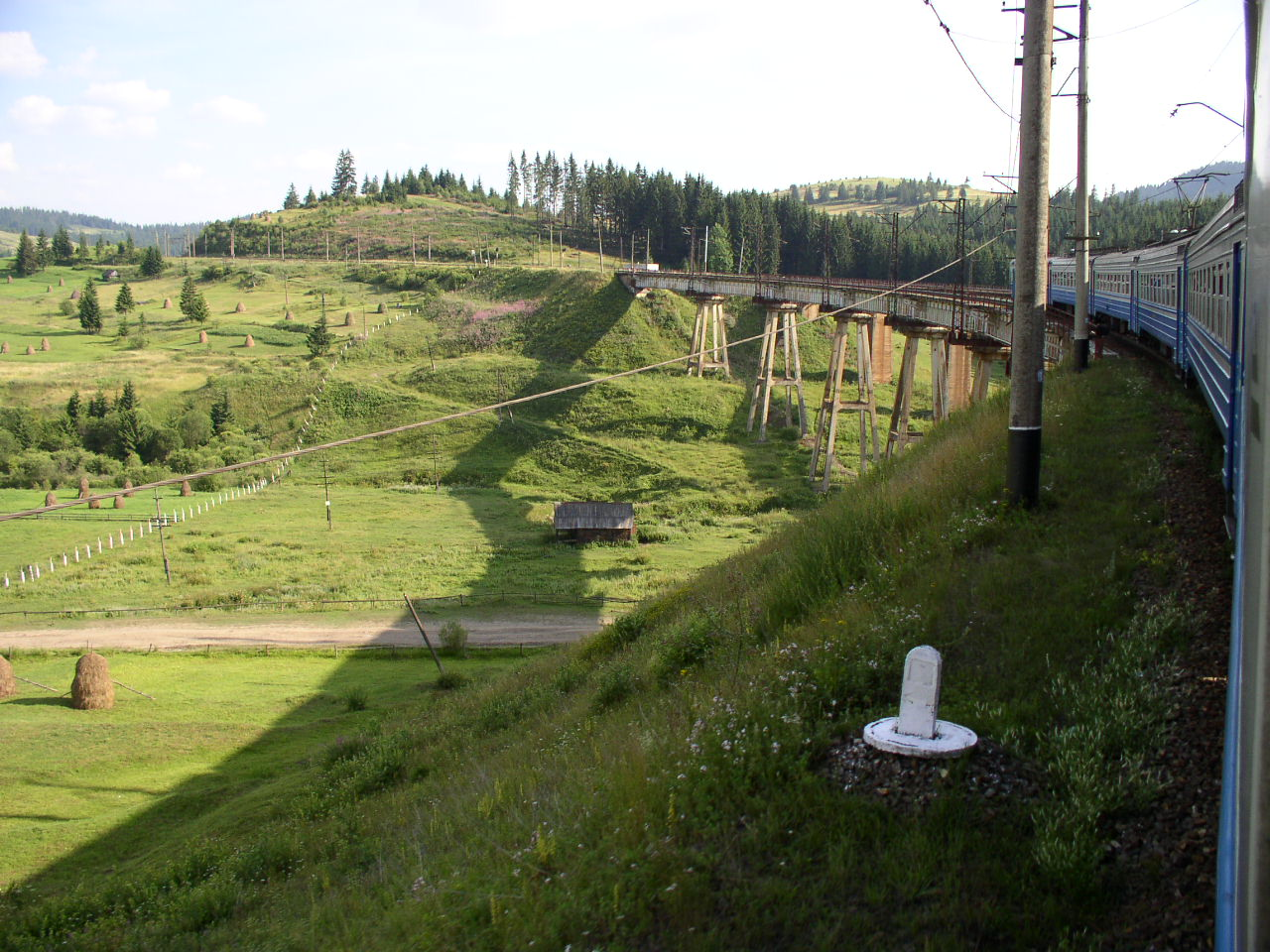
Bahnstrecke bei Oporez
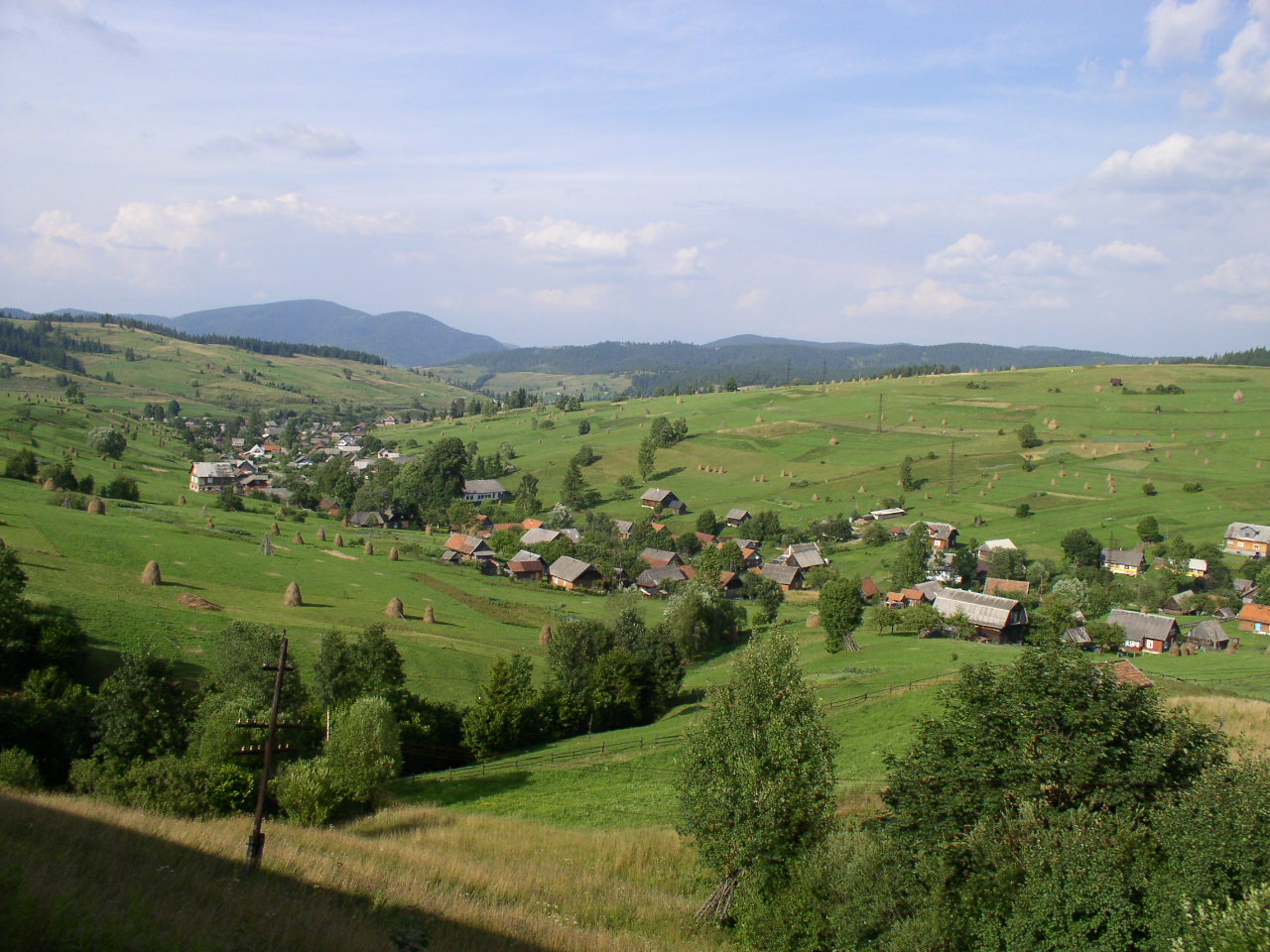
Blick über Bytschkowa (Бичкова) auf den Süden von Oporez
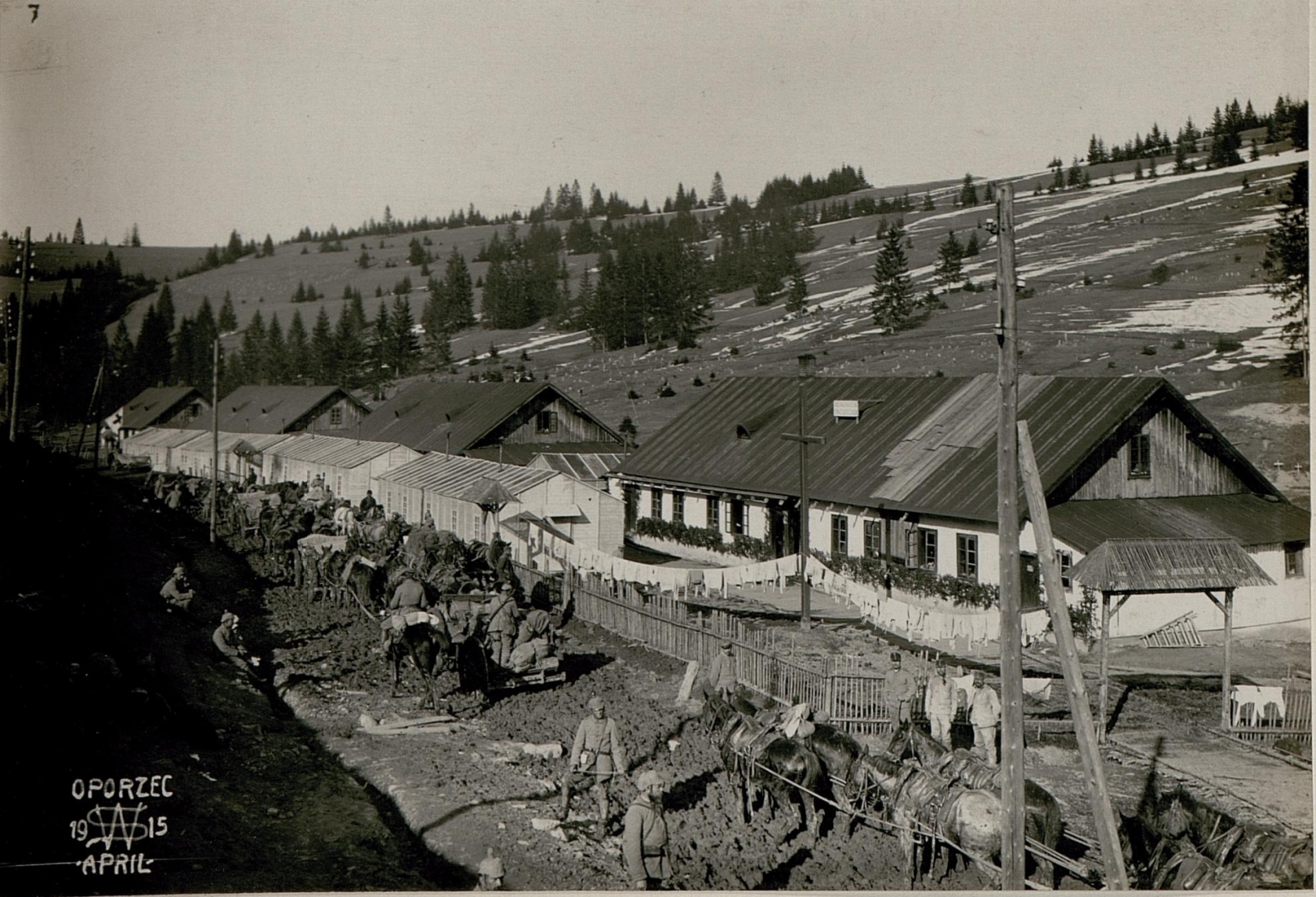
Feldlazarett in Oporez im April 1915